# Gérard Grassère
Gérard Joseph Grassère (Heerlen, 1915 – 's-Hertogenbosch, 1993) was een Nederlands kunstschilder, met Belgische ouders en natonaliteit. De jonge kunstenaar schilderde vooral figuratief expressionistisch. Later verruimde hij zijn palet en schilderde hij voornamelijk abstract.

## Levensloop
Grassère groeide op in Heerlen en ging na zijn middelbareschooltijd naar Antwerpen. Daar voltooide hij zijn artistieke opleiding aan de Academie voor Schone Kunsten, met Isidore Opsomer als een van zijn belangrijkste leermeesters. Later studeerde hij nog een tijd in Parijs. Grassère schildert aanvankelijk landschappen en personen in een expressionistische stijl, enigszins verwant met het werk van de Vlaamse schilder Constant Permeke.

### Eindhovense periode
In 1938 verhuisde Grassère naar Eindhoven en het Kempense landschap was een grote inspiratiebron. Grassère kwam in 1948 in aanraking met de Cobra en raakte bevriend met kunstenaars als Jan Sierhuis, Eugène Brands en Lucebert. Later was Lucebert zijn buurman in Jávea in Spanje. Grassère's werk stond door de jaren heen dicht bij de stijl van de Cobra, maar zijn vormgeving en kleurgebruik hielden een eigen herkenbaarheid en persoonlijke stijl.
In de Eindhovense tijd ontstond ook zijn Mechanische Periode, die doorliep tot in zijn Utrechtse tijd. Grassère werd gefascineerd door de machines die in fabriekshallen een eigen, geheimzinnig leven schenen te bezitten. Hij nam die machines in zich op en gaf ze in gedachten eigen vormen en kleuren. Dit mondde uit in een reeks non-figuratieve schilderingen.

### Progressie in Utrecht
In 1950 vertrekt Grassère naar Utrecht. Hij raakt bevriend met de Hollandse, kubistische schilder Otto van Rees. Onder zijn invloed wordt Grassères werk steeds abstracter met kleuren als het dragende element. Grassère richtte met gelijkgestemden een groep op, als een soort verzet tegen de gezapigheid van het Utrechtse kunstklimaat.
"De Progressieven" waren niet zo abstract als Piet Mondriaan, niet zo experimenteel als Karel Appel, ze kozen hun eigen weg. Leden waren onder meer Engelbert L'Hoëst, Jan Stekelenburg, Douwe van der Zweep, Luigi de Lerma en Antoinette Gispen. Eind 1954 en halverwege 1955 hadden zij een gezamenlijke expositie in het Centraal Museum Utrecht en Slot Zeist. De groep had maar een kort bestaan, en heeft geen grote invloed op de kunstgeschiedenis in Nederland gehad.                                                                                                  

### Verdere ontwikkelingen
Grassère ontwikkelde zich verder en schilderde steeds meer op een expressionistische, bijna abstracte manier, zonder zijn eigenheid te verliezen. Zijn kleuren en zijn vormen bleven steeds in harmonie met elkaar, en zijn exposities trokken steeds meer bewonderaars. Soms hield hij ook wel samen met zijn vrouw Len Peperkamp exposities, die abstracte, keramische plastieken maakte.  
In 1963 maakte Grassère kennis met de poëzie van de Zuid-Afrikaanse dichteres Elisabeth Eybers. Hij bewonderde haar poëzie en had ook een ontmoeting met haar. Geïnspireerd op haar cyclus Balans maakte hij twintig schilderijen, die in Nederland en in het Pretoriase Kunsmuseum in Zuid-Afrika werden geëxposeerd. 
Er volgde een opdracht voor een wandschildering in een kerk in Zuid-Frankrijk. Het lukte hem om prachtige fresco's aan te brengen in een mengvorm van figuratief en abstract schilderen.
In 1974 reisde hij naar Papoea-Nieuw-Guinea. Daar trok hij rond en bezocht stammen die nog ongeveer in het stenen tijdperk leefden. Dit boeide hem enorm en het leidde tot een aantal materieschilderingen met toepassing van natuurlijke materialen als jute, zand, stenen en schelpen.  

### Nieuwe impulsen
Op zijn verdere zoektocht kwam Grassère op een gegeven moment uit op wat hij geluidstransformatie ging noemen. Geluidtransformatie was voor hem een middel om de ergernis over geluidshinder om te zetten in iets creatiefs. Die geluidshinder was er nu eenmaal, en hij besloot ermee te gaan experimenteren. Hij nam geluiden van vogels, regen, wind en vliegtuigen op de band op. Met studenten van de kunstacademie in Utrecht kwam hij erachter, dat klank en kleur zeer dicht bij elkaar liggen. Voor dat omzetten van klank naar kleur liet Grassère zijn fantasie de vrije loop, en het resultaat was een serie prachtige schilderijen en gouaches. Vrij kort daarop volgde een melodieuze fase in zijn werk, door in vorm en kleur te antwoorden op chansons van onder andere Herman van Veen, die in die periode nog een korte tijd bij hem heeft geschilderd. 
Hij werd ook zeer geïnspireerd door een compositie van Louis Andriessen: De Staat, gebaseerd op Plato's ideale staat, zoals beschreven in zijn filosofisch-utopische geschrift Politeia. De kunstenaar Grassère schilderde in geheel nieuwe stijl een drieluik en nog enkele andere schilderijen op dit thema. Hij vormde hiermee op unieke wijze een synthese tussen literatuur, muziek en de beeldende kunst. Later hield hij zich weer bezig met abstracte landschappelijke composities in gouaches en in olieverf.
Sommige daarvan geven een indruk weer van het landschap in de omgeving van zijn vakantiehuis in Jávea bij Valencia. Gérard Grassère bleef een bevlogen schilder tot aan het einde van zijn  vruchtbare leven.

## Tentoonstellingen
Gérard Grassère heeft vele tentoonstellingen gehad in Nederland, België, Duitsland, Zwitserland, Spanje, Zweden, Zuid-Afrika en de Nederlandse Antillen.                                                                                                     Zijn werk bevindt zich onder andere in het Centraal Museum Utrecht, het Stedelijk Museum Amsterdam, het Pretoriase Kunsmuseum, Curaçaos Museum en in diverse collecties in Nederland en daarbuiten.

In 1986 was er een grote overzichtstentoonstelling van zijn werk in het Centraal Museum Utrecht.

## Docent
Gérard Grassère was een lange periode docent aan het Instituut voor Beeldende Expressie in Amersfoort, en ook aan de vrije academie De Leeuwenburght in Amsterdam. Zijn bevlogen manier van lesgeven vond veel bijval bij zijn cursisten. Vormen, kleuren en vooral de eigen fantasie werden door hem gestimuleerd en begeleid. Hij liet zijn cursisten vooral goed kijken en zelf ervaren, en was spaarzaam met geijkte theorieën over het hoe en het waarom van vormen en kleuren. Ook op scholen heeft hij leerlingen op die manier begeleid, als hij aan het werk ging met het toepassen van geluidstransformatie.

## Publicaties
Over het leven van Gérard Grassère en zijn werk, zijn diverse publicaties verschenen en vier boeken:
- Gérard Grassère, een monografie met twee- en veertig afbeeldingen door Willem Enzinck. Uitgeverij Verbeke-Loys, St. Andries (Brugge) 1968
- Gérard Grassère door Frans Duister. Uitgeverij Van Spijk Venlo 1982
- Gérard Grassére, 1915-1993 door Hans Lutz. Verenigde Offsetbedrijven, Hardenberg 1993
- Gérard Grassère, leven en werk, onder redactie van Innemie Gerards. Stichting Kunstwerken Gérard Grassère – Den Bosch 2003